# Lilly Becher
Œuvres principales
Der gelbe Fleck (1936)
Lilly Becher, née Lilly Korpus le 27 janvier 1901 à Nuremberg et morte le 20 septembre 1978 à Berlin, est une écrivaine, journaliste et militante communiste est-allemande.
Elle compte parmi les premiers écrivains allemands anti-nazis à produire un travail documentaire traitant de la persécution des Juifs dans l'Allemagne des années 1930. Épouse du célèbre écrivain Johannes R. Becher, elle est reconnue par la suite pour son propre travail.

## Biographie
Lilly Korpus naît à Nuremberg le 27 janvier 1901. Elle est scolarisée dans un lycée de Munich puis suit des études de langues à l'université de Heidelberg. Entrée au Parti communiste d'Allemagne (KPD) lors des évènements politiques qui secouent la jeune République de Weimar dans l'après-Première Guerre mondiale, en 1919, elle commence une longue carrière de journaliste politique dans les années 1920, travaillant pour le journal du KPD Die Rote Fahne en 1921, puis pour l'organisation féminine du Parti, entre 1922 et 1923.
Elle déménage à Vienne en 1933, l'année où Adolf Hitler arrive au pouvoir en Allemagne. Elle y demeure un an, avant de partir à Paris (France), où elle travaille aux Éditions du Carrefour (de) ; elle contribue à faire connaître et documenter le sort des Juifs allemands sous le régime nazi : en ce sens, elle est l'une des premières journalistes à diffuser ces informations hors d'Allemagne. Elle en tire le livre Der Gelbe Fleck, dont la préface est écrite par Lion Feuchtwanger.
Après avoir rencontré et épousé Johannes R. Becher, un autre exilé allemand, elle part vivre avec lui en Union soviétique alors que l’Allemagne envahit la France, et ce jusqu'en 1945. Là-bas, ils adhèrent au Comité national pour une Allemagne libre, à la suite de l'invasion allemande de l'URSS. Après la défaite de l'Allemagne, le couple Becher retourne dans sa patrie d'origine et s'installe dans la zone d'occupation soviétique.
Lilly Becher travaille comme rédactrice-en-chef du Neue Berliner Illustrierte, un grand hebdomadaire allemand, de 1945 à 1950. Johannes R. Becher compose les paroles de l'hymne national de la République démocratique allemande, Auferstanden aus Ruinen, pendant la même période, et devient ministre de la Culture. Elle écrit la biographie de son mari en 1963, cinq ans après la mort de celui-ci.
Elle est honorée de nombreuses décorations par le gouvernement est-allemand dans les années 1960 et 1970, dont la prestigieuse Bannière du Travail (Banner der Arbeit), en 1969.

## Ouvrages
- Rote Signale : Gedichte und Lieder, Berlin, Neuer Deutscher Verlag, 1931
- Der gelbe Fleck, Paris, Éditions du Carrefour, 1936
- Avec Gert Prokop, Johannes R. Becher : Bildchronik seines Lebens, Berlin, Aufbau-Verlag, 1963